# Quinton Spain
Quinton Lamar Spain (Petersburg, 7 agosto 1991) è un giocatore di football americano statunitense che milita nel ruolo di offensive guard per i Cincinnati Bengals della National Football League (NFL).

## Carriera professionistica

### Tennessee Titans
Spain firmò con i Tennessee Titans dopo non essere stato scelto nel Draft NFL 2015. Nella sua stagione da rookie disputò 7 partite, di cui 6 come titolare. La stagione successiva divenne stabilmente titolare, iniziando come partente 13 partite e saltandone 3 per infortunio. Nel 2018 firmò un nuovo contratto con i Titans.

### Buffalo Bills
Il 3 aprile 2019 Spain firmò un contratto di un anno con i Buffalo Bills. Nella stagione 2019 partì come titolare in tutte le 16 partite per i Bills, giocando ogni snap offensivo, commettendo solo 4 penalità e non concedendo alcun sack.
Il 17 marzo 2020 Spain firmò un contratto triennale da 15 milioni di dollari con i Bills. Partì come guardia sinistra titolare nelle prime due partite prima di venire messo in panchina in favore di Cody Ford e Brian Winters. Fu svincolato il 21 ottobre 2020.

### Cincinnati Bengals
Il 30 ottobre 2020 Spain firmò con la squadra di allenamento dei Cincinnati Bengals. Fu promosso nel roster attivo il 31 ottobre, il 14 novembre e il 21 novembre per le gare delle settimane 8, 10 e 11 contro Tennessee Titans, Pittsburgh Steelers e Washington Football Team e tornò nella squadra di allenamento dopo ogni partita. Firmò per fare parte del roster attivo il 23 novembre dopo avere iniziato come titolare le precedenti due partite.
Spain rifirmò un contratto di un anno con i Bengals il 30 marzo 2021. A fine stagione partì come titolare nel Super Bowl LVI in cui Cincinnati fu sconfitta dai Los Angeles Rams.

## Palmarès
- American Football Conference Championship: 1

Cincinnati Bengals: 2021